# اودوورلا
اودوورلا (به لاتین: Uduwerella) یک منطقهٔ مسکونی در سری‌لانکا است که در استان مرکزی (سری‌لانکا) واقع شده‌است.